# Siham Bouhlal
Siham Bouhlal (* 1966 in Casablanca) ist eine ursprünglich marokkanische Schriftstellerin, Poetin, Mediävistin und Übersetzerin.

## Leben und Werk
Bouhlal lebt seit 1984 in Paris, wo sie an der Sorbonne Literatur studierte. Sie übersetzt Texte aus dem Mittelalter und der Gegenwart vom Arabischen ins Französische. Ihre Gedichte kreisen um die Liebe, die Leidenschaft und den Liebesakt. Weiter gilt ihre Aufmerksamkeit dem Tod, dem Verlust und der Abwesenheit. „Poesie kann alles sein – ein Wort, ein Blick, eine Geste oder ein Moment der Stille“, sagt sie. Sie befasst sich auch mit arabischen Traditionen und der Rolle der Frau in der islamischen Gesellschaft.

## Werke
- Et ton Absence se fera Chair, 2015, Éditions Yovana
- Poèmes bleus, St. Benoît du Sault 2005, Tarabuste
- Songes d’une nuit berbère, ou La tombe d’épines, mit D. de Bournazel, Paris 2007, Al Manar
- Corps lumière, mit D. d. Bournazel, Paris 2008, Al Manar
- Princesse Amazigh, Paris 2009, Al Manar
- Tombeau/Das Grab, mit K. Zylla, Paris 2009, Al Manar
- Étreintes, mit A. Woda, Paris 2010, Al Manar
- Mort à vif, mit M. Binebine, Paris 2010, Al Manar

| Personendaten    | Personendaten                                                        |
| ---------------- | -------------------------------------------------------------------- |
| NAME             | Bouhlal, Siham                                                       |
| KURZBESCHREIBUNG | marokkanische Schriftstellerin, Poetin, Mediävistin und Übersetzerin |
| GEBURTSDATUM     | 1966                                                                 |
| GEBURTSORT       | Casablanca                                                           |